# Unione Sportiva Catanzaro 1984-1985
Questa voce raccoglie le informazioni riguardanti l'Unione Sportiva Catanzaro nelle competizioni ufficiali della stagione 1984-1985.

## Stagione
Ritornato in terza serie dopo venticinque anni, il Catanzaro fu rilevato da Giuseppe Albano che rinnovò la dirigenza affidando il ruolo di direttore sportivo a Giovanni Improta, reincluse Ceravolo nel consiglio d'amministrazione e affidò la conduzione tecnica a Giovan Battista Fabbri. La squadra, pesantemente rinnovata nell'organico (furono confermati solo otto dei venticinque giocatori della rosa della stagione precedente), si comportò bene nel girone eliminatorio della Coppa Italia dove fu eliminato solo per la peggior differenza reti nei confronti del Bari. In campionato la squadra, trascinata dai 18 gol di Giuseppe Lorenzo, condusse sin dall'inizio la classifica del girone di Serie C1 assieme al Palermo, tornando immediatamente in seconda divisione.

## Divise e sponsor
Vengono confermate le divise prodotte dalla Ennerre.
| Manica sinistra · Manica sinistra · Maglietta · Maglietta · Manica destra · Manica destra · Pantaloncini · Calzettoni | Manica sinistra · Maglietta · Maglietta · Manica destra · Pantaloncini · Calzettoni |

## Organigramma societario
Area direttiva
- Presidente:  Giuseppe Albano

Area tecnica
- Direttore sportivo:  Giovanni Improta
- Allenatore:  Giovan Battista Fabbri
- Medico sportivo: Dr. Giuseppe Martino
- Massaggiatore sportivo: Masino Amato

## Rosa
| N. |                   | Ruolo | Calciatore          |
| -- | ----------------- | ----- | ------------------- |
|    | Italia (bandiera) | P     | Massimo Bianchi     |
|    | Italia (bandiera) | P     | Raffaele Ceriello   |
|    | Italia (bandiera) | D     | Armando Cascione    |
|    | Italia (bandiera) | D     | Flavio Destro       |
|    | Italia (bandiera) | D     | Antonino Imborgia   |
|    | Italia (bandiera) | D     | Antonio Sassarini   |
|    | Italia (bandiera) | D     | Paolo Benetti       |
|    | Italia (bandiera) | C     | Massimo Pedrazzini  |
|    | Italia (bandiera) | C     | Giampiero Cardinali |
|    | Italia (bandiera) | C     | Gregorio Mauro      |

| N. |                   | Ruolo | Calciatore         |
| -- | ----------------- | ----- | ------------------ |
|    | Italia (bandiera) | C     | Salvatore Pesce    |
|    | Italia (bandiera) | C     | Agostino Iacobelli |
|    | Italia (bandiera) | A     | Ezio Panero        |
|    | Italia (bandiera) | A     | Giuseppe Lorenzo   |
|    | Italia (bandiera) | A     | Carmelo Bagnato    |
|    | Italia (bandiera) | A     | Roberto Borrello   |
|    | Italia (bandiera) | A     | Antonio Soda       |
|    | Italia (bandiera) | A     | Leonardo Surro     |
|    | Italia (bandiera) | A     | Gaetano Musella    |

## Risultati

### Serie C1

#### Girone di andata
| 23 settembre 1984 1ª giornata | Barletta | 0 – 2 | Catanzaro |  |

| 30 settembre 1984 2ª giornata | Catanzaro | 2 – 1 | Salernitana |  |

| 7 ottobre 1984 3ª giornata | Benevento | 0 – 1 | Catanzaro |  |

| 14 ottobre 1984 4ª giornata | Catanzaro | 2 – 0 | Nocerina |  |

| 21 ottobre 1984 5ª giornata | Catanzaro | 1 – 1 | Campania |  |

| 28 ottobre 1984 6ª giornata | Foggia | 2 – 2 | Catanzaro |  |

| 4 novembre 1984 7ª giornata | Catanzaro | 1 – 1 | Francavilla |  |

| 11 novembre 1984 8ª giornata | Reggina | 1 – 1 | Catanzaro |  |

| 18 novembre 1984 9ª giornata | Catanzaro | 4 – 1 | Cosenza |  |

| 25 novembre 1984 10ª giornata | Palermo | 1 – 0 | Catanzaro |  |

| 2 dicembre 1984 11ª giornata | Messina | 1 – 0 | Catanzaro |  |

| 9 dicembre 1984 12ª giornata | Catanzaro | 3 – 0 | Casarano |  |

| 16 dicembre 1984 13ª giornata | Catanzaro | 2 – 1 | Cavese |  |

| 23 dicembre 1984 14ª giornata | Casertana | 1 – 1 | Catanzaro |  |

| 6 gennaio 1985 15ª giornata | Catanzaro | 2 – 1 | Ternana |  |

| 13 gennaio 1985 16ª giornata | Akragas | 0 – 0 | Catanzaro |  |

| 20 gennaio 1985 17ª giornata | Catanzaro | 2 – 0 | Monopoli |  |

#### Girone di ritorno
| 3 febbraio 1985 18ª giornata | Catanzaro | 4 – 0 | Barletta |  |

| 10 febbraio 1985 19ª giornata | Salernitana | 2 – 1 | Catanzaro |  |

| 17 febbraio 1985 20ª giornata | Catanzaro | 1 – 1 | Benevento |  |

| 24 febbraio 1985 21ª giornata | Nocerina | 0 – 1 | Catanzaro |  |

| 3 marzo 1985 22ª giornata | Campania | 2 – 0 | Catanzaro |  |

| 10 marzo 1985 23ª giornata | Catanzaro | 3 – 2 | Foggia |  |

| 17 marzo 1985 24ª giornata | Francavilla | 0 – 0 | Catanzaro |  |

| 24 marzo 1985 25ª giornata | Catanzaro | 4 – 2 | Reggina |  |

| 6 aprile 1985 26ª giornata | Cosenza | 1 – 0 | Catanzaro |  |

| 14 aprile 1985 27ª giornata | Catanzaro | 2 – 1 | Palermo |  |

| 21 aprile 1985 28ª giornata | Catanzaro | 4 – 2 | Messina |  |

| 5 maggio 1985 29ª giornata | Casarano | 0 – 0 | Catanzaro |  |

| 12 maggio 1985 30ª giornata | Cavese | 0 – 0 | Catanzaro |  |

| 19 maggio 1985 31ª giornata | Catanzaro | 2 – 1 | Casertana |  |

| 26 maggio 1985 32ª giornata | Ternana | 0 – 0 | Catanzaro |  |

| 2 giugno 1985 33ª giornata | Catanzaro | 4 – 0 | Akragas |  |

| 9 giugno 1985 34ª giornata | Monopoli | 4 – 2 | Catanzaro |  |

## Statistiche

### Statistiche di squadra
| Competizione | Punti | Totale | Totale | Totale | Totale | Totale | Totale | DR  |
| Competizione | Punti | G      | V      | N      | P      | Gf     | Gs     | DR  |
| ------------ | ----- | ------ | ------ | ------ | ------ | ------ | ------ | --- |
| Serie C1     | 45    | 34     | 17     | 11     | 6      | 54     | 30     | +24 |
| Coppa Italia | -     | 5      | 3      | 1      | 1      | 8      | 7      | +1  |
| Totale       | -     | 39     | 20     | 12     | 7      | 62     | 37     | +25 |

### Statistiche dei giocatori
| Bagnato    | 28 | 2   |
| Benetti    | 16 | -   |
| Bianchi    | 34 | -30 |
| Borrello   | 23 | -   |
| Cardinali  | 4  | -   |
| Cascione   | 34 | 4   |
| Ceriello   | 1  | -   |
| Destro     | 33 | 1   |
| Iacobelli  | 33 | 1   |
| Imborgia   | 32 | -   |
| Lorenzo    | 33 | 18  |
| Mauro      | 32 | 6   |
| Musella    | 18 | 4   |
| Panero     | 1  | -   |
| Pedrazzini | 34 | -   |
| Pesce      | 29 | 5   |
| Sassarini  | 31 | 3   |
| Surro      | 16 | 4   |
| Soda       | 8  | 2   |